# La Guerche-sur-l’Aubois
La Guerche-sur-l’Aubois ist eine französische Gemeinde mit 3187 Einwohnern (Stand: 1. Januar 2022) im Département Cher in der Region Centre-Val de Loire; sie gehört zum Arrondissement Saint-Amand-Montrond.

## Geographie
La Guerche-sur-l’Aubois liegt am Canal de Berry. Umgeben wird La Guerche-sur-l’Aubois von den Nachbargemeinden Saint-Hilaire-de-Gondilly im Norden, Le Chautay im Norden und Nordosten, Cuffy im Osten, Apremont-sur-Allier im Südosten, La Chapelle-Hugon im Süden, Germigny-l’Exempt im Südwesten, Ignol im Westen sowie Nérondes im Nordwesten.
Durch die Gemeinde führt die D976 von Bourges nach Nevers.

## Bevölkerungsentwicklung
| Jahr      | 1962 | 1968 | 1975 | 1982 | 1990 | 1999 | 2006 | 2011 |
| Einwohner | 3453 | 3717 | 3682 | 3326 | 3219 | 3397 | 3415 | 3331 |

## Sehenswürdigkeiten
- Kirche Saint-Étienne, seit 1962 Monument historique
- Schloss Renaud